# Palazzo Spada Bennicelli

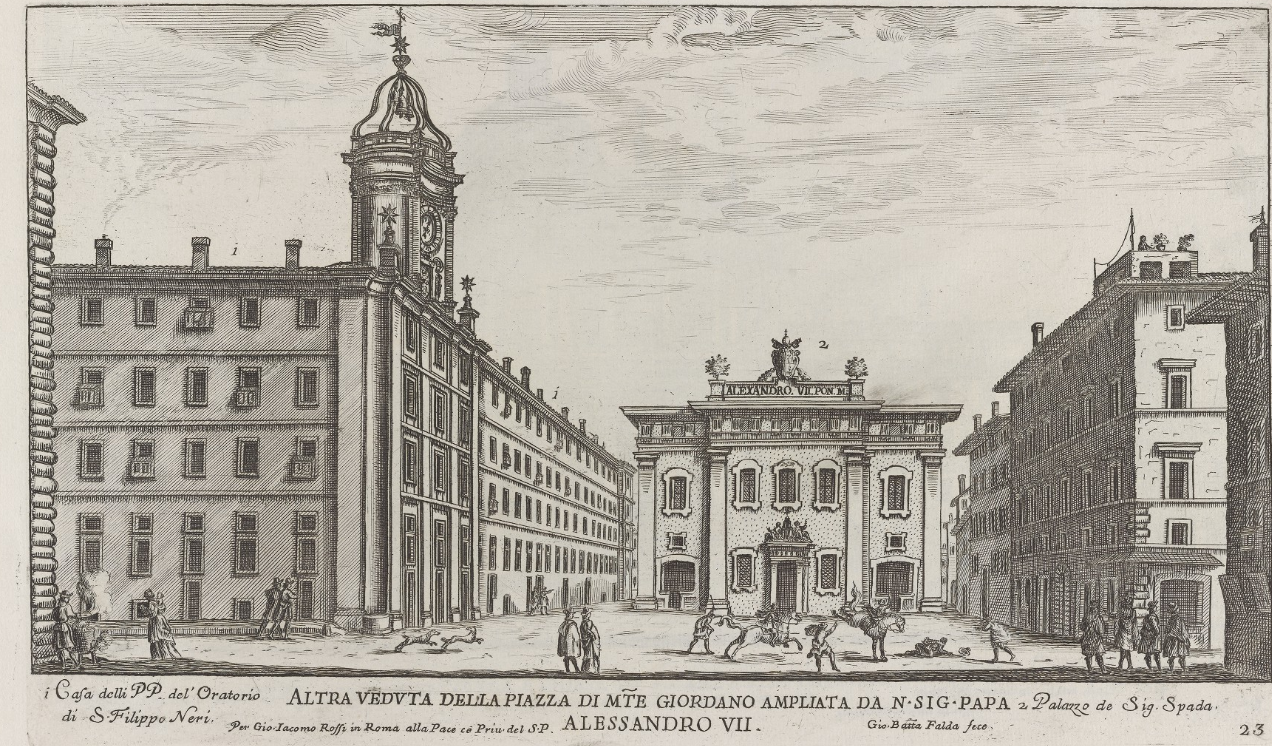
Nesta gravura de Giovanni Battista Falda (1665) da Piazza dell'Orologio, o destaque é o Palazzo Spada Bennicelli, bem no centro. À esquerda, o Oratorio dei Filippini com sua característica torre com o relógio.

Palazzo Spada Bennicelli, conhecido também como Palazzo del Banco di Santo Spirito, é um palácio eclético localizado na Piazza dell'Orologio, no rione Ponte de Roma.

## História
De frente para a Piazza dell'Orologio, antigamente chamada de Piazza dei Rigattieri e Piazza di Monte Giordano, está o Palazzo Spada Bennicelli, construído para o monsenhor Virginio Spada, comendador do Banco di Santo Spirito, para abrigar a sede do banco apesar da opinião contrária do ministro do instituto bancário, que considerava a região longe demais do centro financeiro. As obras começaram em 1660 sob a direção de Borromini, mas, com a morte de Virginio, os ministros decidiram que a nova sede seria o edifício que ainda hoje é conhecido como Palazzo del Banco di Santo Spirito. Por conta disto, o marquês Orazio Spada foi obrigado a adquirir o edifício, ainda incompleto, pela soma de 25 000 escudos, e a empenhar outros 35 000 para terminar a encomenda feita a Borrimini.
O palácio que hoje se pode ver na praça é o resultado das obras de reestruturação do final do século XIX comandadas pelo arquiteto Gaetano Koch, que transformou completamente a obra do século XVII por vontade dos novos proprietários, os condes Bennicelli. O elegante portal, entre dois pares de colunas que sustentam a varanda do piso nobre, no qual se abrem três janelas centrais, emolduradas e com tímpano triangular, é a base do corpo avançado da estrutura que prossegue pelo segundo piso até chegar ao rico beiral, sobre o qual se projeta o ático do século XIX. Este corpo avançado é delimitado por duas colunas com capitel em estilo compósito, flanqueado por outras duas dos lados do edifício que servem como cantoneiras nas esquinas. 
Nesta casa nasceu e viveu por um tempo o mais famoso dos Bennicelli, Adriano, mais conhecido como Conte Tacchia, assim chamado porque sua família comercializava madeira e "tacos" (em italiano:  tacchia), que em Roma significava "pedaços de madeira"; dizia-se que "ogni botta 'na tacchia", uma frase que significa que tudo o que se faz deixa uma marca. O Conte Tacchia era famoso por seu modo de vida, por seu comportamento despreocupado, marcado por um vestuário sempre elegante. Sua fama cresceu muito por causa de um filme estrelado por Enrico Montesano. Todos os dias pelas ruas de Roma o conde passeava com sua carruagem puxada por dois ou quatro cavalos e os que não lhe davam passagem recebiam xingamentos e palavrões, aos quais se seguiam brigas e queixas: pode-se dizer com certeza que não havia romano na virada do século XX que não conhecesse pelo menos a fama do Conde Tacchia.